# 小行星8797
小行星8797（英語：8797）是一颗围绕太阳公转的小行星。1981年3月2日，舒爾特·巴斯在赛丁泉山发现了此天体。
这颗小行星的绝对星等为197.4161267637195等。